# Sauve-toi
Pour plus de détails, voir Fiche technique et Distribution.
Sauve-toi est un film français réalisé par Jean-Marc Fabre, sorti en 1993.

## Synopsis
Manuel (Emmanuel Salinger) vient de commettre un hold-up et se cache dans une maison isolée. Il y est témoin de curieux événements.

## Fiche technique
- Titre : Sauve-toi
- Réalisation : Jean-Marc Fabre
- Scénario : Jean-Marc Fabre
- Photographie : Jean-Marc Fabre
- Son : Ludovic Hénault
- Montage : Stéphanie Mahet
- Société de production : Cité industrielle
- Pays d’origine :  France
- Durée : 52 minutes
- Date de sortie : France, 16 juin 1993

## Distribution
- Emmanuel Salinger : Manuel
- Antoine Dulaure : Maurice
- René Bouloc : le voisin
- Valérie Dréville : Emmanuelle
- Hélène Fillières : la fille à vélo
- Emmanuelle Devos : une pharmacienne